# فرودگاه ناوابشاه
فرودگاه ناوابشاه (به انگلیسی: Nawabshah Airport) یک فرودگاه همگانی با کد یاتا WNS است که یک باند فرود بتن دارد و طول باند آن ۲۷۴۳ متر است. این فرودگاه در شهر نوابشاه، پاکستان کشور پاکستان قرار دارد و در ارتفاع ۲۹ متری از سطح دریا واقع شده‌است.